# Сухопаров, Егор Вадимович
Егор Вадимович (Владимирович) Сухопаров (род. 16 июня 1999) — российский самбист и дзюдоист, призёр международных турниров по самбо, чемпион России по самбо 2019 года среди студентов, бронзовый призёр соревнований по дзюдо Всероссийской спартакиады 2022 года, чемпион России по самбо 2023 года, бронзовый призёр чемпионата мира по самбо 2023 года, мастер спорта России международного класса (2019). Воспитанник спортивного клуба «Самбо-70». Выступает в весовой категории до 79 кг. Наставниками спортсмена в разное время были А. Б. Бобылёв, Елена Гусева и Дмитрий Кабанов.

## Национальные соревнования
- Чемпионат России по самбо 2023 — ;
- Дзюдо на Всероссийской спартакиаде 2022 — ;